# BloodPop
Michael Tucker (Missouri, 15 de agosto de 1990), conhecido artisticamente como BloodPop ou BloodPop®, é um DJ, musicista, produtor musical e compositor norte-americano, conhecido pelas colaborações com Justin Bieber, Madonna e Lady Gaga.